# Zelotes gallicus
Zelotes gallicus este o specie de păianjeni din genul Zelotes, familia Gnaphosidae, descrisă de Simon, 1914. Conform Catalogue of Life specia Zelotes gallicus nu are subspecii cunoscute.